# Santiago Artemis
Santiago Navarro (Ushuaia, Tierra del Fuego, Argentina; 7 de septiembre de 1991), más conocido como Santiago Artemis, es un diseñador de moda, modelo y actor argentino.

## Biografía
Proviene de una familia mormona de la provincia de Tierra del Fuego.[cita requerida]
Tuvo la oportunidad de vestir a famosas como Katy Perry, Lali Espósito, Pampita, Ángela Torres, Xuxa, entre otras.
En 2019 lanzó su serie en Netflix llamada No hay tiempo de la vergüenza, y su libro.
En febrero de 2020, participó en el quinto grupo del programa Divina comida junto a Tamara Pettinato, Barbie Vélez y Pepe Chatruc, resultando ganador.
El 4 de agosto de 2020 causó polémica en las redes sociales por un comentario gordofóbico hacia Jimena Barón durante un Instagram Live con Lizardo Ponce, quien anteriormente se vio envuelto en polémica por comentarios similares. Tras el comentario de Artemis, Ponce le pediría que se disculpara, Artemis se disculparía diciendo que «a veces en el fervor del momento y de querer divertirlos a ustedes podemos decir algo que no suene bien, pero no es con la intención de herir a nadie».
El 1 de junio de 2020 se suma como jurado en la tercera temporada de Corte y confección junto a Verónica de la Canal y Matilda Blanco, además del jefe de taller, Fabián Paz. El reality show es conducido por Andrea Politti y es emitido por ElTreceTV todas las tardes a partir de las 14:30 horas.

## Filmografía

### Cine
| Películas | Películas | Películas | Películas         |
| Año       | Película  | Personaje | Director          |
| --------- | --------- | --------- | ----------------- |
| 2022      | Pipa      | Paco      | Alejandro Montiel |

### Televisión
| Programas de televisión de aire y digital | Programas de televisión de aire y digital | Programas de televisión de aire y digital | Programas de televisión de aire y digital |
| Año                                       | Título                                    | Rol                                       | Notas                                     |
| ----------------------------------------- | ----------------------------------------- | ----------------------------------------- | ----------------------------------------- |
| 2018                                      | Talento Fox                               | Coach de imagen                           |                                           |
| 2019                                      | No hay tiempo para la vergüenza           | Protagonista                              | 6 episodios                               |
| 2019 - 2020                               | Corte y confección                        | Jurado                                    | Temporada 3                               |
| 2020                                      | Divina comida                             | Anfitrión y participante                  | Ganador (semana 6)                        |
| 2021                                      | Corte y confección Famosos                | Jurado de reemplazo                       |                                           |
| 2021 - 2022                               | Desafío superlike                         | Jurado                                    |                                           |